# Coriaria myrtifolia
Espèce
Classification phylogénétique

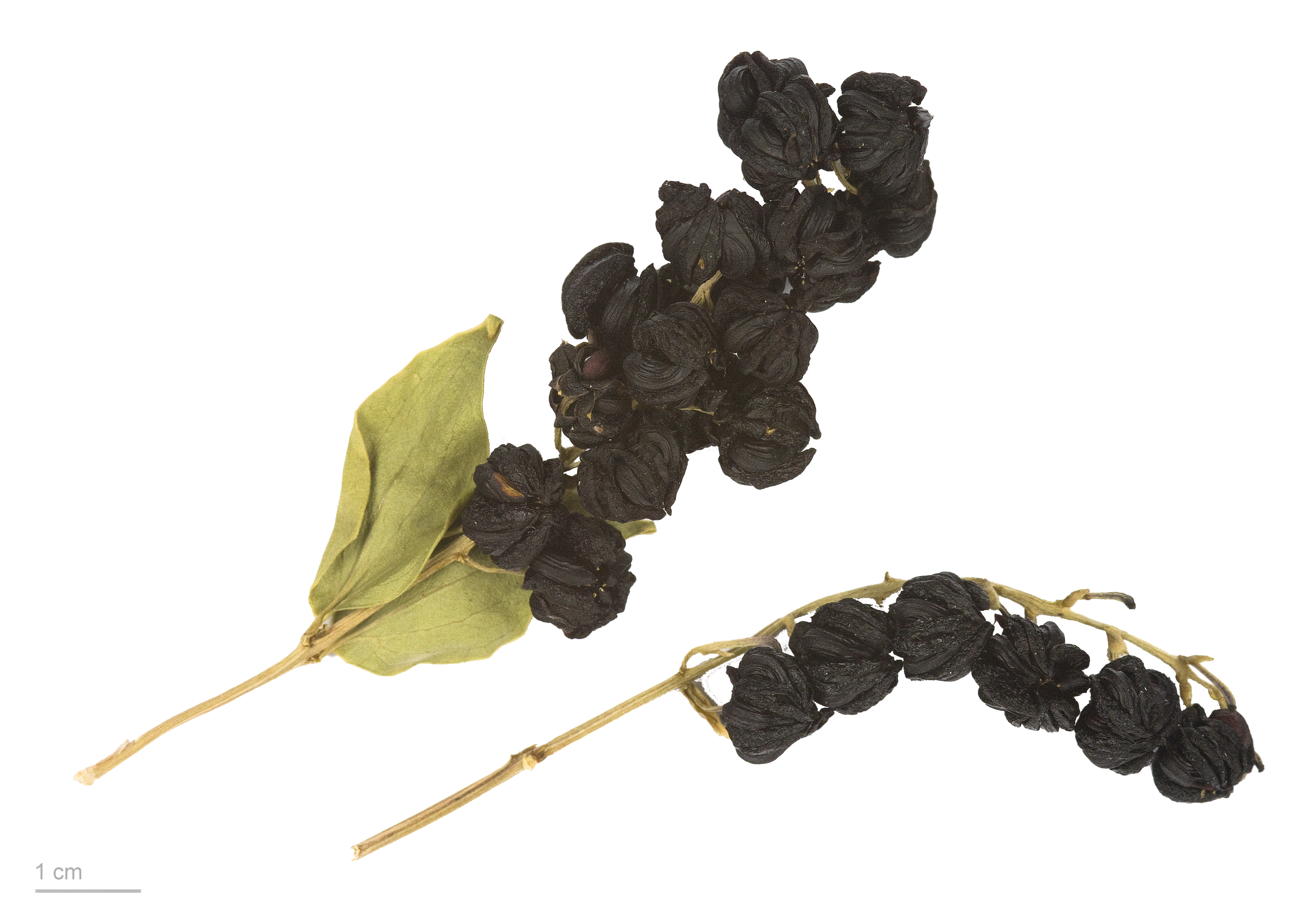
Coriaria myrtifolia au Muséum de Toulouse.

Coriaria myrtifolia, la corroyère à feuilles de myrte ou redoul, est une espèce de plantes à fleurs dicotylédone de la famille des Coriariaceae. C'est un arbuste qui pousse en Espagne, dans la zone est de la Méditerranée, dans le sud de la France et au Maghreb.

## Étymologie
Le nom corroyère témoigne de l'usage ancien de la plante dans la tannerie. Le corroyage était la préparation du cuir. Le verbe corroyer provient de l'ancien français conreer « préparer, parer », du bas-latin conredare.
Le nom redoul vient de l'ancien occitan rodor, peut-être issu du latin *rhus tyrius « sumac de Tyr ». Cette expression n'est pas attestée mais l'hypothèse s'expliquerait par le fait que le sumac était utilisé en tannerie, et suppose que la corroyère de Syrie était importée par Tyr.

## Description
C'est un grand arbrisseau de 2 à 3 mètres de haut, appelé dans le sud de la France redoul ou roudou.
Les feuilles simples et opposées, non épineuses, mesurent jusqu'à 10 centimètres de long et 3 de largeur, s'apparentant à celles du myrte. Les fleurs verdâtres, assez petites, apparaissent en rameaux en avril-mai. Les fruits sont akènes, noirs, semblables aux mûres, mais toxiques.
Le nom espagnol est emborrachacabras (« enivre-chèvres »), parce que l'espèce contient une lactone sesquiterpénique, la coriamyrtine, responsable d'intoxications alcooliques chez les moutons qui consomment la plante.

## Propriétés
La corroyère contient des tanins qui permettaient de l'utiliser en tannerie.
Toutes les parties de la plante contiennent une lactone sesquiterpénique, la coriamyrtine, à propriétés convulsivantes rappelant celles de la strychnine, mais ce sont surtout les fruits charnus qui posent des problèmes à cause de leur aspect appétissant. Les symptômes peuvent apparaître très rapidement après l'ingestion (de 30 minutes à six heures).
La littérature ancienne décrit des intoxications ayant abouti à la mort, parfois une heure après la consommation de fruits. Cependant, les traitements actuels ainsi que les techniques modernes de réanimation permettent, de nos jours, d'avoir une issue heureuse lors de l'ingestion des fruits à condition que les patients soient secourus rapidement.
Il faut donc considérer cette plante comme très toxique et même potentiellement mortelle.

## Sources
- Flore Forestière Française, Tome 3. Rameau, Jean-Claude. IDF, 2008, page 543.